# Superbike-Weltmeisterschaft 1988
Die Superbike-WM-Saison 1988 war die erste in der Geschichte der FIM-Superbike-Weltmeisterschaft. Bei neun Veranstaltungen wurden 17 Rennen ausgetragen.

## Punkteverteilung
| Punktewertung | Punktewertung | Punktewertung | Punktewertung | Punktewertung | Punktewertung | Punktewertung | Punktewertung | Punktewertung | Punktewertung | Punktewertung | Punktewertung | Punktewertung | Punktewertung | Punktewertung | Punktewertung |
| ------------- | ------------- | ------------- | ------------- | ------------- | ------------- | ------------- | ------------- | ------------- | ------------- | ------------- | ------------- | ------------- | ------------- | ------------- | ------------- |
| Platz         | 1             | 2             | 3             | 4             | 5             | 6             | 7             | 8             | 9             | 10            | 11            | 12            | 13            | 14            | 15            |
| Punkte        | 10            | 8,5           | 7,5           | 6,5           | 5,5           | 5             | 4,5           | 4             | 3,5           | 3             | 2,5           | 2             | 1,5           | 1             | 0,5           |

In die WM-Wertung kamen alle erzielten Resultate.

## Wissenswertes
- Bei der ersten Veranstaltung in Donington wurden die beiden Läufe zusammengefasst und mit doppelter Punktzahl gewertet.
- In Frankreich wurde wegen des überfüllten Terminplans der Veranstaltung nur ein Lauf ausgetragen und ebenfalls mit doppelter Punktzahl gewertet.

## Rennergebnisse
|   | Datum  | Rennen         | Strecke        | Pole-Position     | Lauf | Platz 1                                                              | Platz 2                                                              | Platz 3                                                              | Schn. Rennrunde                                                      |
| - | ------ | -------------- | -------------- | ----------------- | ---- | -------------------------------------------------------------------- | -------------------------------------------------------------------- | -------------------------------------------------------------------- | -------------------------------------------------------------------- |
| 1 | 03.04. | Großbritannien | Donington      | Roger Burnett     | 1    | Davide Tardozzi                                                      | Marco Lucchinelli                                                    | Robert Dunlop                                                        | Marco Lucchinelli                                                    |
| 1 | 03.04. | Großbritannien | Donington      | Roger Burnett     | 2    | Marco Lucchinelli                                                    | Fred Merkel                                                          | Roger Burnett                                                        | Bubba Shobert                                                        |
| 2 | 30.04. | Ungarn         | Hungaroring    | Davide Tardozzi   | 1    | Fred Merkel                                                          | Davide Tardozzi                                                      | Stéphane Mertens                                                     | Fred Merkel                                                          |
| 2 | 30.04. | Ungarn         | Hungaroring    | Davide Tardozzi   | 2    | Adrien Morillas                                                      | Stéphane Mertens                                                     | Davide Tardozzi                                                      | Marco Lucchinelli                                                    |
| 3 | 08.05. | Deutschland    | Hockenheim     | Alex Vieira       | 1    | Davide Tardozzi                                                      | Christophe Bouheben                                                  | Alex Vieira                                                          | Christophe Bouheben                                                  |
| 3 | 08.05. | Deutschland    | Hockenheim     | Alex Vieira       | 2    | Davide Tardozzi                                                      | Stéphane Mertens                                                     | Alex Vieira                                                          | Virginio Ferrari                                                     |
| 4 | 03.07. | Österreich     | Österreichring | Malcolm Campbell  | 1    | Marco Lucchinelli                                                    | Fabrizio Pirovano                                                    | Malcolm Campbell                                                     | Davide Tardozzi                                                      |
| 4 | 03.07. | Österreich     | Österreichring | Malcolm Campbell  | 2    | Davide Tardozzi                                                      | Christophe Bouheben                                                  | Alex Vieira                                                          | Christophe Bouheben                                                  |
| 5 | 28.08. | Japan          | Sugo           | Marco Lucchinelli | 1    | Gary Goodfellow                                                      | Fred Merkel                                                          | Yukiya Ōshima                                                        | Gary Goodfellow                                                      |
| 5 | 28.08. | Japan          | Sugo           | Marco Lucchinelli | 2    | Mick Doohan                                                          | Ken’ichirō Iwahashi                                                  | Gary Goodfellow                                                      | Ken’ichirō Iwahashi                                                  |
| 6 | 04.09. | Frankreich     | Le Mans        | Marco Lucchinelli | 1    | Fabrizio Pirovano                                                    | Eric Delcamp                                                         | Stéphane Mertens                                                     | Fabrizio Pirovano                                                    |
| 6 | 04.09. | Frankreich     | Le Mans        | Marco Lucchinelli | 2    | Wegen des zu vollen Terminplans der Veranstaltung nicht ausgetragen. | Wegen des zu vollen Terminplans der Veranstaltung nicht ausgetragen. | Wegen des zu vollen Terminplans der Veranstaltung nicht ausgetragen. | Wegen des zu vollen Terminplans der Veranstaltung nicht ausgetragen. |
| 7 | 11.09. | Portugal       | Estoril        | Stéphane Mertens  | 1    | Davide Tardozzi                                                      | Stéphane Mertens                                                     | Marco Lucchinelli                                                    | Davide Tardozzi                                                      |
| 7 | 11.09. | Portugal       | Estoril        | Stéphane Mertens  | 2    | Stéphane Mertens                                                     | Davide Tardozzi                                                      | Terry Rymer                                                          | Raymond Roche                                                        |
| 8 | 25.09. | Australien     | Oran Park      | Mick Doohan       | 1    | Mick Doohan                                                          | Michael Dowson                                                       | Rob Phillis                                                          | Fred Merkel                                                          |
| 8 | 25.09. | Australien     | Oran Park      | Mick Doohan       | 2    | Mick Doohan                                                          | Michael Dowson                                                       | Fred Merkel                                                          | Mick Doohan                                                          |
| 9 | 02.10. | Neuseeland     | Manfeild       | Davide Tardozzi   | 1    | Fred Merkel                                                          | Fabrizio Pirovano                                                    | Gary Goodfellow                                                      | Fred Merkel                                                          |
| 9 | 02.10. | Neuseeland     | Manfeild       | Davide Tardozzi   | 2    | Stéphane Mertens                                                     | Malcolm Campbell                                                     | Rob Phillis                                                          | Stéphane Mertens                                                     |

## Fahrerwertung
| 1  | Fred Merkel         | Honda    | Rumi                        | 99   |
| 2  | Fabrizio Pirovano   | Yamaha   |                             | 93,5 |
| 3  | Davide Tardozzi     | Bimota   | Bimota SpA                  | 91,5 |
| 4  | Stéphane Mertens    | Bimota   | Bimota SpA                  | 90,5 |
| 5  | Marco Lucchinelli   | Ducati   | Cagiva                      | 63   |
| 6  | Alex Vieira         | Honda    | Honda France                | 42   |
|    | Rob Phillis         | Kawasaki | Team Kawasaki Australia     | 42   |
| 8  | Gary Goodfellow     | Suzuki   | Don Knit Sugano Yoshimura   | 39,5 |
| 9  | Malcolm Campbell    | Honda    |                             | 33,5 |
| 10 | Terry Rymer         | Honda    | Sterns Disco                | 32,5 |
| 11 | Roger Burnett       | Honda    | Honda UK                    | 31,5 |
| 12 | Mick Doohan         | Yamaha   | Marlboro Dealer Team Yamaha | 30   |
|    | Joey Dunlop         | Honda    |                             | 30   |
| 14 | Eric Delcamp        | Kawasaki | Kawasaki France             | 29,5 |
| 15 | Christophe Bouheben | Honda    | Honda France                | 28   |
| 16 | Adrien Morillas     | Kawasaki | Kawasaki France             | 26,5 |
| 17 | Edwin Weibel        | Honda    | Muhlenbach                  | 23,5 |
| 18 | Jari Suhonen        | Yamaha   | Arwidson Racing             | 21   |
| 19 | Anders Andersson    | Suzuki   | Team Suzuki Sweden          | 18,5 |
|    | Andy McGladdery     | Suzuki   | Francis Neill Motors        | 18,5 |
| 21 | Robert Scolyer      | Honda    |                             | 17,5 |
| 22 | Michael Dowson      | Yamaha   | Marlboro Dealer Team Yamaha | 17   |
|    | Paul Iddon          | Bimota   |                             | 17   |

| 24 | Virginio Ferrari    | Honda  | 16   |
| 25 | Kenny Irons         | Honda  | 15,5 |
| 26 | Ernst Gschwender    | Suzuki | 14,5 |
| 27 | Roger Marshall      | Suzuki | 13   |
|    | Marino Fabbri       | Bimota | 13   |
| 29 | Robert Dunlop       | Honda  | 12,5 |
| 30 | Tommy Douglas       | Yamaha | 11   |
| 31 | Yukiya Ōshima       | Suzuki | 9    |
|    | René Rasmussen      | Suzuki | 9    |
| 33 | Ken’ichirō Iwahashi | Honda  | 8,5  |
| 34 | Tadaaki Hanamura    | Honda  | 7,5  |
| 35 | Peter Rubatto       | Bimota | 7    |
|    | Andreas Hofmann     | Honda  | 7    |
|    | Glen Williams       | Ducati | 7    |
| 38 | Steve Williams      | Bimota | 7    |
| 39 | Mark Farmer         | Suzuki | 6    |
|    | Mauro Ricci         | Ducati | 6    |
| 41 | Mitsuaki Watanabe   | Honda  | 5,5  |
|    | Aaron Slight        | Bimota | 5,5  |
|    | Koichi Kobayashi    | Honda  | 5,5  |
| 44 | Sean Gallagher      | Honda  | 5    |
|    | Andrew Stroud       | Bimota | 5    |
|    | Dave Leach          | Yamaha | 5    |

| 47 | Brian Morrison         | Honda    | 4,5 |
| 48 | John Lofthouse         | Suzuki   | 3   |
| 49 | Karl-Heinz Riegl       | Bimota   | 2,5 |
|    | Paul Ramon             | Honda    | 2,5 |
|    | Toshiharu Kaneko       | Yamaha   | 2,5 |
|    | Dietmar Kemter         | Honda    | 2,5 |
|    | Mike King              | Ducati   | 2,5 |
|    | Udo Mark               | Bimota   | 2,5 |
|    | Anton Gruschka         | Honda    | 2,5 |
| 56 | Bodo Schmidt           | Bimota   | 2   |
|    | Michael Galinski       | Bimota   | 2   |
|    | Jean-Louis Guignabodet | Honda    | 2   |
|    | Asa Moyce              | Kawasaki | 2   |
|    | Jean-Yves Mounier      | Yamaha   | 2   |
| 61 | Hisatomo Nakamura      | Suzuki   | 1,5 |
| 62 | Dieter Heinen          | Honda    | 1   |
|    | Satoshi Endo           | Honda    | 1   |
|    | Warren Dale            | Honda    | 1   |
|    | Esko Kuparinen         | Kawasaki | 1   |
|    | Mark Linscott          | Honda    | 1   |
| 67 | Iain Pero              | Suzuki   | 0,5 |
|    | Len Willing            | Yamaha   | 0,5 |

## Konstrukteurswertung
| 1 | Honda    | 142   |
| 2 | Bimota   | 132,5 |
| 3 | Yamaha   | 114,5 |
| 4 | Kawasaki | 91,5  |
| 5 | Ducati   | 70    |
| 6 | Suzuki   | 61    |